# اربعین (شیخ بهایی)
اربعین کتابی است شامل چهل حدیث و شرح بر آن‌ها اثر شیخ بهایی.
تالیف اربعین از سوی محدثان و عالمان شیعی بر اساس حدیث معروفی است که از پیامبر اسلام نقل شده‌است. شیخ بهایی نیز به پیروی از این سنت معمول، به تالیف اربعین حدیث پرداخت، با این امتیاز که شرح کافی و جامع درباره حدیث‌های یاد شده دارد و در مجموع، از بهترین و معروف‌ترین اربعین‌ها است.
این اثر بعد از مثنوی سوانح حجاز، تنها اثری است که شیخ در آن به مباحث سیاسی پرداخته‌است. مؤلف در شرح حدیث پانزدهم (که درباره حرمت اعانت ظالمان و گرایش قلبی به آن‌ها وارد شده‌است) به تفصیل دیدگاه‌های خود را مطرح کرده‌است. شیخ دربارهٔ این موضوع به‌طور صریح و شفاف سخن گفته‌است. ازاین‌رو می‌توان دیدگاه و عقیده باطنی او در مورد رفتار با حاکم جور، و نیز علل و عوامل همکاری عالمان با شاهان صفوی را به دست آورد، همچنین وی در این اثر به بحث دربارهٔ امر به معروف و نهی از منکر، شرایط و مراحل آن پرداخته‌است.